# Макушка Валдая
Макушка Валдая — неофициальное название самой высокой точки Валдайской возвышенности и западной части Восточно-Европейской равнины, которая находится на территории Вышневолоцкого городского округа Тверской области, проходит по вершине водораздела между Каспийским и Балтийским морями и по данным на 2001 год составляет 346,9 метров над уровнем моря. Название дано по книге писателя В. З. Исакова.

## История исследований
В первой половине XX века наивысшая точка Валдая установлена на уровне 343-х метров, эти сведения отражены в Большой советской энциклопедии, советских географических картах и школьных учебниках. Высота 343 метра указывается также тверским писателем В. З. Исаковым, который в своих книгах называл эту точку «горой Юрия и Андрея» в честь своих сыновей.
Затем некоторое время считалось, что наивысшая точка Валдая находится на высоте 346,5 метра над уровнем моря, где расположен геодезический пункт (точных данных о том, кем и когда он был установлен, не сохранилось, по словам местных жителей они были установлены немецкими топографами в 1939 году) и обнаруженный в 1997 году вышневолоцким исследователем В. А. Шпанским (эта точка указана на современных географических картах и атласах).
В 1997—2001 годах группой школьников из краеведческого кружка Есеновичской школы во главе с учителем Н. А. Брагиным были проведены исследования, по результатам которых было установлено, что точка высотой в 346,5 метра, на которой расположена опорная точка геодезического пункта, не является наивысшей. Установлено, что вершина Валдая находится в 60 метрах от геопункта, её высота составляет 346,9 метра над уровнем моря. Один из участников работы, бывший школьник С. Иванов по результатам работы получил награду на всероссийской олимпиаде.

## Географическое положение
Географический адрес высшей точки Валдайского купола — 57°18' северной широты и 33°54' восточной долготы. Территория, на которой находится «Макушка Валдая», относится к Есеновичскому лесничеству Вышневолоцкого лесхоза. Вершина находится на территории Вышневолоцкого городского округа Тверской области, в 1-м километре от границы с Фировским и в 4-х километрах от границы с Кувшиновским районом. Ближайший населённый пункт — деревня Починок Фировского района, находится в 2,5 километра к юго-западу от вершины. Деревня Есеновичи находится в 19 километрах к востоку от вершины.
Вершина находится между двумя руслами (ручьями) реки Скоморошки, относящейся к бассейну Волги. Недалеко от вершины находятся истоки трёх притоков Цны — реки Красенка, Каравай и ручей Сютаевский.